# Marco (Marco Borsato)
Marco is een muziekalbum uit 1994 van de Nederlandse zanger Marco Borsato. Het was zijn eerste Nederlandstalige album. Het openingsnummer is de nummer 1-hit Dromen zijn bedrog, die Borsato's grote doorbraak betekende.

## Tracklist
1. Dromen zijn bedrog
2. Domenica
3. Als de wereld van ons is
4. Alles kwijt
5. Waarom nou jij
6. Zomaar een mens
7. Een liefde voor het leven
8. Hij had het willen zeggen
9. Neem je leven
10. Zeven weken

## Hitnotering
Het album kwam op 1 oktober 1994 binnen in de Nederlandse Album Top 100 en stond hierin in totaal 136 weken genoteerd, voor het laatst op 16 januari 1999. Het album bereikte echter nooit de nummer 1-positie, de hoogste notering was de 2e plaats. Marco Borsato werd de voet wat dat betreft dwarsgezet door André Rieu met Strauß en Co.